# Juan Corona
Juan Vallejo Corona (ur. 7 lutego 1934 w Ayutla, zm. 4 marca 2019 w Corcoran) - meksykańsko-amerykański seryjny morderca, który zamordował 25 mężczyzn w okresie od lutego do maja 1971 r.
Corona zabijał włóczęgów, którzy zatrudniali się jako robotnicy rolni na plantacjach w Kalifornii. Ofiary ginęły w wyniku ran kłutych, po śmierci ich zwłoki były okaleczane maczetą i zakopywane. 18 stycznia 1973 r. został uznany winnym i skazany na 25 wyroków dożywocia. 
Zmarł 4 marca 2019 r. w trakcie odbywania kary z przyczyn naturalnych.

## Ofiary
Dokładne daty zgonów ofiar nie są znane, wiadomo że zginęły między lutym a majem 1971 r.
1. John Haluka (52 l.)
2. Sigurd Beierman (62 l.)
3. Niezidentyfikowany (? l.)
4. Niezidentyfikowany (? l.)
5. William Kamp (62 l.) 
6. Clarence Hocking (53 l.)
7. Niezidentyfikowany (? l.) 
8. Niezidentyfikowany (? l.) 
9. Albert Hayes (58 l.)
10. Warren Kelley (62 l.) 
11. John Jackson (64 l.) 
12. Joseph Malczak (54 l.)
13. Mark Shields (56 l.)
14. Donald Smith (60 l.)
15. James Howard (64 l.) 
16. Sam Bonafiede (55 l.)
17. Edward Cupp (43 l.) 
18. Charles Fleming (67 l.)
19. Jonah Smallwood (56 l.) 
20. Elbert Riley (45 l.)
21. Lloyd Wentzel (60 l.) 
22. Paul Allen (59 l.) 
23. Raymond Muchache (47 l.)
24. Kenneth Whitacre (40 l.)
25. Melford Sample (59 l.)